# Chrysolina costalis
Chrysolina costalis es un coleóptero de la familia Chrysomelidae.
Fue descrita científicamente en 1807 por Olivier.